# Social bookmarking
Social bookmarking is een methode om via internet bladwijzers oftewel favorieten (Engels: bookmarks) te delen.
Het concept is een combinatie van:
- het vastleggen van bladwijzers;
- het toekennen van etiketten ofwel trefwoorden aan die bladwijzers;
- het delen van deze informatie via een website.

Socialbookmarkingsites kunnen op een drietal manieren gebruikt worden:
1. Een individuele gebruiker kan eigen bladwijzers opslaan en deze verzameling zo overal via het internet beschikbaar hebben.
2. Een gebruiker kan relevante bladwijzers delen met vrienden of met een specifieke groep mensen.
3. Door de gebruikte etiketten samen te voegen kan een dergelijke site een goed beeld krijgen van de populariteit en inhoud van bepaalde websites. Sociaal bladwijzeren biedt daarmee een alternatief voor algemene zoekmachines. Waar deze uitgaan van algoritmes om relevante informatie te tonen, staat bij sociaal bladwijzeren de gebruiker aan de basis van de resultaten.

Een bekende Amerikaanse website voor social bookmarking is Delicious, van 2005 tot 2011 eigendom van Yahoo!. Nederlandse versies van socialbookmarkingsites zijn Topik en NUjij, een onderdeel van NU.nl.